# Ілько Лисий
Ілько Лисий, Ілля Лисий (пол. Ilko Łysyj; 1882 — 2 січня 1961, Тернопіль) — український громадський діяч, активіст УНДО, депутат Сейму ІІІ каденції Польської Республіки (1918—1939).
Закінчив середню школу, згодом - Львівський університет у 1908 році. Працював помічником адвоката в Тернополі, входив до окружного комітету Української національно-демократичної партії.
Під час Першої світової війни воював в австро-угорській армії на Галицькому фронті. Потрапив у російський полон, у 1917 році був звільнений. У період з 1918 по 1920 роки був старшиною Корпусу Січових стрільців під командуванням Євгена Коновальця.
Не був допущений польською владою до адвокатської діяльності. Приватний чиновник у Винниках (Львівський повіт), український кооперативний діяч (керував, між іншим, конторою товариства «Сільський господар») і громадський діяч. Співзасновник Організації українців у Львові, член наглядової ради СК «Карпатія», член ради «Просвіти» і «Рідна школа»
Був активним діячем, членом Центрального Комітету Українського національно-демократичного об'єднання. Він став депутатом парламенту 11 грудня 1933 року, як заступник Володимира Кохана, який склав свої повноваження. Працював у парламенті до 1935 року.
Після Другої світової війни проживав у Тернополі, працював бухгалтером.